# 砂糖 (原神)
砂糖是米哈遊開發電子遊戲《原神》中的虛構角色，為2020年遊戲公測後首批可玩角色之一。砂糖是遊戲中虛構國家蒙德的鍊金術士，擔任西風騎士團首席鍊金術士阿貝多的助手。砂糖的中文配音為小敢，日文配音為藤田茜，韓文配音為金夏瑛，英文配音為薇拉莉·羅德里奎茲。

## 創作及設計
在2020年7月10日的TapTap遊戲發佈會上，米哈遊的遊戲製作人刘伟在發佈會上披露了一個開發中的新角色「砂糖」。同月24日，米哈遊在《原神》官網更新了角色的人物資料。在製作組的設計中，砂糖是蒙德西風騎士團所屬的鍊金術士，熱衷於研究生物鍊金術。她身穿西風騎士團鍊金術士的制式服裝，戴著白色手套，腰穿藍色束腰，短裙下是黑色的吊帶襪，配上一對白色的靴子，領口以神之眼作為別針固定著及腰的披風。砂糖和遊戲中另一個角色迪奧娜一樣是蒙德少見的混血兒，擁有一對獸耳，她為了不顯得起眼而特意用帽子壓低耳朵。遊戲中她是性格極度內向，由於她將絕大部分時間都用在研究上，所以在蒙德的人際關係很差，為此還患上口吃，在遊戲中只有與旅行者（玩家）和阿貝多有較為正常的互動交流。在剛成為鍊金術士時喜歡給自己研究出來的新植物取有趣的名字，隨著研究出的植物數量太多轉為使用代號進行命名，角色的技能名稱也沿用這種設計，同樣使用代號命名。角色的培養素材騙騙花蜜、微光花蜜，原素花蜜都是食物糖，與她的名字「砂糖」（Sucrose）呼應。
角色的中文配音是小敢，英文配音是薇拉莉·羅德里奎茲，薇拉莉在一次訪談中表示她喜歡演出知性的角色，她很高興聲演砂糖這個角色。角色首輪配音環節耗費了整整四小時，這是她聲演過的角色中耗時最長的。角色的氣聲很明顯，演出期間差點讓她昏過去，這也是為何首輪配音耗時如此長的原因。日文配音為曾聲演《偶像大师 灰姑娘女孩》水本紫的藤田茜，藤田茜在角色專訪中表示在演出前後，對角色的印象有較大的變化，角色短髮的設計給她第一印象是個假小子角色，角色對研究充滿了熱情，在她看來也很有男子氣概。演出角色時，她才發現角色梳有辮子，角色除了與旅行者和阿貝多能較為健談，在其他人面前有怕生的可愛一面。在了解角色相關設定後，她也一改之前的看法，努力去演繹出一個較為可愛的角色形象。

## 作品中表現

### 角色故事
砂糖是蒙德當地著名的鍊金術士，熱衷於研究生物鍊金術，她擔任西風騎士團首席鍊金術士阿貝多的助手。小時候她與兩個朋友約定去尋找傳說中的「仙境」，可惜後來兩個朋友因不同的事情離開了蒙德。砂糖一直記掛兒時的約定，長大後她成為鍊金術士，希望以鍊金術建造屬於自己的「仙境」，這也是她專研生物鍊金術的原因。業餘愛好是定期在蒙德各地收集不同的骨骼，在當地甚至被傳為恐怖故事。

### 角色玩法
《原神》公測之後，玩家可以在遊戲中透過祈願的方式讓砂糖這個角色加入隊伍。作為鍊金術士，角色在合成育成素材時，有一定幾率翻倍。角色在遊戲中的定位是輔助角色，角色幾乎全部技能都是範圍攻擊，且帶有風元素傷害，特別是元素戰技和元素爆發的影響範圍極廣。

## 反響及評價
砂糖自遊戲正式發佈以來，一直被玩家認為是優秀的輔助角色，獲得玩家們的關注，Game Rant曾報道在Reddit上有角色粉絲baumgi製作了砂糖的手办，他使用3D打印機製作手办的主體，手办獲得上萬人好評。一些粉絲為她創作同人插畫，Screen Rant曾報道過角色粉絲Queenieo以《絕命毒師》風格創作了阿貝多和砂糖進行鍊金術實驗的插畫。部分商家曾推出相關的商品，在2021年10月，一加與米哈遊合作推出砂糖風格的定制手機款式。
在角色設計方面，Game Rant的曾評價砂糖的造型，他認為遊戲中的鍊金術士給人一種Nerd的印象，她的出現讓這個職業變得可愛了起來。TheGamer的評論員則認為砂糖的設計顯示，喜歡科學的女生也可以打扮時髦的，角色的眼鏡除了襯托出她美麗的眼睛，也加強了她的個人風格。服飾上細緻的裝飾設計也為角色增添了幾分可愛，角色身後斗篷給人實驗服的感覺。角色設計既保持整齊又時尚，也沒有破壞她學者研究員的形象。漫畫書資源網的評論員表示角色性格內向又帶有好奇心設計很討人喜歡，角色的外形也很可愛，獸耳與角色其他設計配合得很好。
在角色玩法方面，遊戲媒體普遍認為砂糖是優秀的輔助角色。Game Rant的編輯認為砂糖是遊戲中最好的輔助角色之一，她幾乎都出現在知名的YouTuber《原神》遊戲實況中。Rock, Paper, Shotgun的阿米莉亞·卓爾納表示砂糖是遊戲中她最喜歡的輔助角色之一，角色的風元素擴散能力是最強的戰鬥方式，除了有聚集敵人的群體攻擊，也能擴大火、冰、水、雷元素的影響範圍。和Pocket Gamer的編輯同樣認為角色在遊戲中也有一套十分合適她的裝備，角色技能對敵人的減益效果結合遊戲的元素反應機制，能讓玩家的進攻主力角色造成更大的傷害輸出。也特別指出角色合適絕大部分元素反應隊伍組合，是多用途的角色。Screen Rant的評論員認為砂糖是遊戲中更為全面的風元素角色，合適地的培養能讓她加強隊伍整體的伤害輸出，成為最佳的輔助角色。遊戲日報的編輯南山虎指出「砂糖是一位不折不扣的加伤辅助」，角色的天賦技能決定了使用她的隊伍組合「必须靠元素反应来打伤害」。